# Wells (Nevada)
Wells je město v okrese Elko County ve státě Nevada ve Spojených státech amerických. Žije zde přibližně 1 200 obyvatel.
Město bylo založeno v roce 1869 na nově postavené železniční trati společnosti Central Pacific Railroad. U Wells pramení řeka Humboldt, podle níž také sídlo získalo své původní jméno Humboldt Wells. Na konci 19. století město shořelo a po jeho obnovení byl název zkrácen na Wells. Městská samospráva byla zřízena v roce 1927.
Přes Wells prochází dálnice Interstate 80 a silnice U.S. Route 93, u města se nachází letiště.